# I-43
I-43 — підводний човен Імперського флоту Японії, який брав участь у Другій світовій війні.

## Початок історії човна
Корабель належав до типу B Modified 1 (він же клас I-40), представники якого мали великі розміри (їх надводна водотоннажність перевищувала підводний показник океанських підводних човнів США) та могли нести розвідувальний літак. Втім, човни цього типу ставали у стрій лише з 1943 року, коли застосування ними авіації стало неактуальним.

## Бойова служба
Оскільки численні японські гарнізони на островах Тихого океану постійно потрапляли у блокаду союзників, ще на етапі тренувань I-43 призначили для участі у транспортних місіях. При цьому демонтували з човна палубну гармату та надали можливість нести десантну баржу типу «Дайхацу».
9—13 лютого 1944-го човен пройшов з метрополії на Сайпан (Маріанські острови). 14 лютого I-43, що мав на борту 59 пасажирів з-поміж бійців морської піхоти, вирушив у похід до атола Трук (центральна частина Каролінських островів), на якому ще до війни створили потужну базу японського ВМФ. Тим часом американське командування вже розпочало реалізацію операції «Хейлстоун», що передбачала удар по Труку потужного авіаносного з'єднання (припав на 17—18 лютого). У межах підготовки розгорнули патрульну лінію з підводних човнів, які мали протидіяти спробам японських кораблів покинути зазначену базу або прийти їй на допомогу.
15 лютого 1944-го американський підводний човен «Аспро» перебував у зануреному положенні в районі дещо більш ніж за три сотні кілометрів на північний захід від Труку. Близько опівдня він виявив японський підводний човен, що рухався на поверхні, проте провести атаку одразу не було можливості. Тоді «Аспро» пропустив ворожу субмарину та сплив і розпочав погоню, під час якої тримав радарний контакт із ціллю. Лише через 10 годин вдалось обігнати японський корабель та зайняти вдале положення для торпедного залпу з дистанції близько 2 км. Дві з чотирьох торпед поцілили I-43 та призвели до загибелі цього човна разом з усіма 166 особами, що перебували на борту.